# Fällande dom
Fällande dom är dom i brottmål där domstolen bifaller åklagarens talan och finner den tilltalade skyldig till det av åklagaren åtalade gärningen. Motsatsen till fällande dom är frikännande. I Skottland och Nederländerna finns domslutet inte bevisat skyldig, vilket räknas som ett frikännande. Det finns fall där domstolen funnit den tilltalade skyldig utan att ålägga påföljd.
Såväl fällande som frikännande dom ger upphov till res judicata.
På grund av en rad orsaker är inte rättssystemet helt säkert. Ibland frikänns skyldiga och oskyldiga fälls. Möjligheten att överklaga mildrar snedfördelning. I extraordinära fall kan en oskyldigt dömd person få upprättelse genom att begära resning och få en ny rättegång. När en oskyldig möter en fällande dom i rätten kallas detta för justitiemord. Ett påstått justitiemord är den s.k. styckmordsrättegången.

## Fällande domar i olika länder
| Land           | Fällande domar | År   | Övriga upplysningar |
| -------------- | -------------- | ---- | ------------------- |
| USA            | 80 procent     | 2006 |                     |
| Ryssland       | 99 procent     | 2007 |                     |
| Storbritannien | 74 procent     | 2006 |                     |